# Joseba Agirre Oliden
Joseba Agirre Oliden (Orio, 24 de març de 1977) és un exfutbolista basc que ocupava la posició de migcampista.

## Trajectòria
Format a les categories inferiors de la Reial Societat, només hi jugaria un encontre amb el primer equip, corresponent a la temporada 95/96.
Posteriorment, ha militat al CE Castelló, CE L'Hospitalet, Ciudad de Murcia, CD Toledo i a la Real Unión de Irún, al qual va arribar al 2004.